# なつ葵
なつ葵（なつき、1989年8月9日 - ）は、日本のタレント。京都府出身。

## 略歴
特撮の悪役女幹部に憧れ、ヒーローショーの司会など経験。
2018年6月29日、恵比寿マスカッツ1.5に研修生として加入。2018年8月24日、恵比寿マスカッツ正式メンバーに昇格。
京都在住であるが、自費で撮影に駆け付けている。
2022年8月13日、恵比寿ガーデンホールにて行われた「第2世代恵比寿マスカッツ真夏の卒業式」をもち恵比寿マスカッツを卒業（メンバー全員が卒業する事実上の解散）。

## 人物
所属事務所には「金井なつ葵」として登録。
- 特技は居合、茶道、殺陣など。
- 好きなものはコーヒー、写真など。
- 特技の居合術を披露した「今の気持ちを4文字熟語で斬る」という一芸がある[6]。